# 細尾希臘鱥
細尾希臘鱥（學名：Pelasgus minutus），為輻鰭魚綱鯉形目雅羅魚科希臘鱥屬的一個種，分布於歐洲阿爾巴尼亞及北馬其頓奧赫里德湖和斯卡達爾湖流域，本魚頭和吻部粗壯、略呈圓形，尾鰭叉形，體長可達5公分，棲息在湖泊底中層水域，生活習性不明，因水質汙染而受威脅。